# Sucesión por causa de muerte
La sucesión por causa de muerte es un término del derecho civil definido como un modo de adquirir la universalidad de los bienes, derechos y obligaciones transmisibles de una persona difunta o de una cuota de ellos o una o más especies o cuerpo cierto o uno o más especies indeterminadas de un género determinado.
Se identifica como mortis causa en el Derecho Romano.

## Características
La sucesión por causa de muerte es un modo de adquirir derivativo. Los derechos que se adquieren en virtud de él, no nacen por primera vez para sus adquirentes, sino que derivan precisamente del causante. De ahí que se aplica el adagio «nadie puede transmitir más derechos que los que se tiene».
También es un modo de adquirir a título gratuito, que no requiere de un desembolso económico de parte de los beneficiarios. Asimismo, es un modo de adquirir mortis causa, en cuanto que supone la muerte del causante para operar. 
Además, es un modo de adquirir que puede operar a título universal o singular: 
- A título universal: Opera cuando en virtud de ella se adquiere la universalidad de los bienes, derechos y obligaciones transmisibles de una persona difunta o una cuota de ella.
- A título singular: Como modo de adquirir, opera para la adquisición una o más especies o cuerpo cierto o una o más especies indeterminadas de un género determinado. En este caso la asignación se llama legado y el asignatario legatario.

### Roles que desempeña este modo de adquirir
Puede operar como distintos modos de adquirir:
- Como un modo de adquirir un derecho real. El cual es el derecho real de herencia. A eso se refiere modo de adquirir una universalidad.

- Como un modo de adquirir el dominio. A esto nos referimos cuando decímos que la sucesión por causa de muerte permite adquirir uno o más especies o cuerpos ciertos.

- Como un modo de adquirir derechos personales o de créditos. A esto se refiere la definición cuando dice que en virtud de la sucesión por causa de muerte se pueden adquirir una o más especies indeterminadas de un género determinado.

Se lega un derecho personal o de crédito, paso a exigirle a los herederos del causante que ellos hagan la tradición del objeto donado. En virtud de la sucesión por causa de muerte el legatario adquiere un crédito y los bienes los adquiere por la tradición.

### Relaciones jurídicas no comprendidas
Hay ciertas relaciones jurídicas, tanto activas como pasivas, que no son comprendidas por la sucesión a título universal por causa de muerte. Entre ellas, se encuentran aquellos derechos y obligaciones intransmisibles que se extinguen con la muerte del causante. Hay casos en que los derechos reales menores como el usufructo, uso o habitación se extinguen con la muerte. También quedan excluidos los derechos y obligaciones que surgen de contratos intuito personae, dado que fueron acordados en que las cumpla el causante, y con su muerte, no puede el heredero ejecutarlos en sustitución.

## Regulación por países

### Chile
En el derecho civil chileno, la sucesión por causa de muerte adquiere complejas características. Desde una perspectiva lógica, aunque no necesariamente temporal, opera por etapas que traen distintas consecuencias jurídicas:
- Apertura: El artículo 955 del Código Civil dice que la sucesión de los bienes de una persona se abre al momento de su muerte y en su último domicilio (fija la legislación aplicable y la competencia de los tribunales). La doctrina suele definir la apertura como “el hecho que habilita a los herederos para tomar posesión de los bienes hereditarios y se los transmite en propiedad”.

- Delación: El artículo 956 dispone que la delación de un asignación “es el actual llamamiento que hace la ley para aceptarlo o repudiarlo“. La situación normal es que apertura y delación se produzca en un mismo momento (la muerte). Sin embargo, el propio legislador se pone en el caso de que no sea así, esta es la situación del heredero condicional.

- Aceptación o repudiación: Se aplica el principio que dice “que nadie puede adquirir derechos y obligaciones en contra de su voluntad”. De ahí que el asignatario puede aceptarla o repudiarla. La característica particular que tiene la aceptación o repudiación de las asignaciones, es que estas operan con efecto retroactivo.